# 15904 Холстед
15904 Холстед (15904 Halstead) — астероїд головного поясу, відкритий 29 вересня 1997 року.
Тіссеранів параметр щодо Юпітера — 3,693.